# Lasiorhinus krefftii
Il vombato dal naso peloso settentrionale (Lasiorhinus krefftii Owen, 1873), noto anche come yaminon, è una delle tre specie di vombato. Fino a non più di 100 anni fa era diffuso in Nuovo Galles del Sud, Victoria e Queensland, ma attualmente sopravvive soltanto in una piccolissima area di 3 km² all'interno del Parco Nazionale di Epping Forest (32 km²), nel Queensland.

## Descrizione
Più grande degli altri vombati e pesante circa 30 kg, questa specie mostra una corporatura tozza e massiccia. Il corpo, lungo circa un metro, è rivestito da una soffice pelliccia setosa di colore marrone-grigiastro, con degli anelli scuri che circondano gli occhi. Gli arti sono corti e possenti, muniti di robuste unghie per poter scavare le tane. Le femmine possiedono un marsupio con apertura nella regione posteriore per impedire l'ingresso di terra durante la fase di scavo. Il nome comune deriva dall'ampio muso ricoperto da baffi sottili.

## Biologia
Come tutti i vombati, anche questa specie è erbivora e notturna e trascorre le calde giornate sottoterra, dove produce un complesso sistema di gallerie usate in contemporanea da gruppi di 4-5 individui. Le femmine partoriscono un solo piccolo che successivamente si sposta nel marsupio, dove trascorre circa 9 mesi per completare lo sviluppo. In natura può vivere anche più di 23 anni.

## Conservazione
È uno dei grandi mammiferi più rari del mondo ed è criticamente minacciato. Leggermente più grande del vombato comune, è in grado di riprodursi un po' più velocemente (due piccoli ogni tre anni). Il suo habitat è stato infestato da una graminacea africana, Cenchrus ciliaris, che sta lentamente soppiantando le erbe originarie predilette dal vombato. Nel 2000, attorno ad un'area del parco vasta 25 km² è stato costruito un recinto a prova di predatori alto due metri, ma al momento i programmi di riproduzione in cattività e di reinserimento in altre aree sono stati abbandonati, poiché la popolazione dell'unica colonia di yaminon rimasta è considerata troppo piccola per consentire il prelievo dei 15 o 20 esemplari necessari per costituire una nuova colonia e più di un decennio di tentativi per far riprodurre in cattività il vombato comune e quello dal naso peloso meridionale ha dato solamente scarsi risultati.
Il vombato dal naso peloso settentrionale viene classificato come «minacciato» dall'Australian Species Profile and Threats Database (SPRAT) e come specie «in pericolo critico» dalla IUCN.
La Zoological Society of London, in base a criteri di unicità evolutiva e di esiguità della popolazione, considera Lasiorhinus krefftii una delle 100 specie di mammiferi a maggiore rischio di estinzione.